# Persone di nome Joanna
| Questa pagina contiene informazioni ricavate automaticamente dalle voci biografiche con l'ausilio del template Bio e di un bot. L'aggiornamento è periodico e automatico e ricostruisce completamente la pagina. Se manca una persona in questa lista, sei pregato di non aggiungerla, ma accertati piuttosto che la sua voce biografica contenga il template Bio e che i dati anagrafici siano correttamente compilati. Se il template Bio manca, inseriscilo tu stesso o, in alternativa, metti l'avviso {{tmp\|Bio}} che ne segnala la mancanza. Se i dati riportati sono sbagliati, correggi direttamente la voce biografica; le modifiche saranno visibili in questa lista entro pochi giorni. Per chiarimenti vedi il progetto antroponimi. La lista contiene solo le 90 persone che sono citate nell'enciclopedia e per le quali è stato implementato correttamente il template Bio. Pagina aggiornata al 22 lug 2025. |

Questa è una lista di persone presenti nell'enciclopedia che hanno il nome Joanna, suddivise per attività principale.

## Artiste marziali miste(1)
- Joanna Jędrzejczyk, ex artista marziale mista e thaiboxer polacca (Olsztyn, n. 1987)

## Atlete paralimpiche(1)
- Joanna Butterfield, atleta paralimpica e dirigente sportiva britannica (Doncaster, n. 1979)

## Attrici(31)
- Joanna Adler, attrice statunitense (Olmsted, n. 1964)
- Joanna Ampil, attrice e cantante filippina (Manila, n. 1975)
- Joanna Bacalso, attrice filippina (Cebu, n. 1976)
- Joanna Barnes, attrice statunitense (Boston, n. 1934 - Sea Ranch, † 2022)
- Joanna Cassidy, attrice e ex modella statunitense (Camden, n. 1945)
- Joanna Chatton, attrice svedese (Lidköping, n. 1970)
- Joanna Christie, attrice britannica (Huddersfield, n. 1982)
- Joanna David, attrice britannica (Lancaster, n. 1947)
- Jo Firestone, attrice, comica e sceneggiatrice statunitense (Saint Louis, n. 1986)
- Joanna García, attrice statunitense (Tampa, n. 1979)
- Joanna Gleason, attrice canadese (Toronto, n. 1950)
- Joanna Going, attrice statunitense (Washington, n. 1963)
- Joanna Johnson, attrice, sceneggiatrice e produttrice cinematografica statunitense (Phoenix, n. 1961)
- Joanna Kerns, attrice e regista statunitense (San Francisco, n. 1953)
- Joanna Kulig, attrice polacca (Krynica-Zdrój, n. 1982)
- Joanna Lumley, attrice, attivista e ex modella britannica (Srinagar, n. 1946)
- Jo Martin, attrice britannica (Londra, n. 1969)
- Joanna Merlin, attrice statunitense (Chicago, n. 1931 - Los Angeles, † 2023)
- Joanna Miles, attrice statunitense (Nizza, n. 1940)
- Joanna Moskwa, attrice polacca (Varsavia, n. 1985)
- Joanna Pacuła, attrice polacca (Tomaszów Lubelski, n. 1957)
- Joanna Page, attrice gallese (Treboeth, n. 1977)
- Joanna Pettet, attrice britannica (Westminster, n. 1942)
- Joanna Riding, attrice e cantante britannica (Lancashire, n. 1967)
- Joanna Roos, attrice e drammaturga statunitense (Brooklyn, n. 1901 - Princeton, † 1989)
- Joanna Scanlan, attrice e sceneggiatrice britannica (West Kirby, n. 1961)
- Joanna Semmelrogge, attrice tedesca (Monaco di Baviera, n. 1990)
- Joanna Shimkus, attrice canadese (Halifax, n. 1943)
- Joanna Taylor, attrice e ex modella britannica (Londra, n. 1978)
- Joanna Vanderham, attrice britannica (Perth, n. 1990)
- Hilde de Mildt, attrice, doppiatrice e direttrice del doppiaggio olandese (n. 1959)

## Attrici pornografiche(2)
- Joanna Angel, attrice pornografica e produttrice cinematografica statunitense (New York, n. 1980)
- Joanna Jet, attrice pornografica britannica (Londra, n. 1961)

## Canottiere(1)
- Joanna Leszczyńska, canottiera polacca (Varsavia, n. 1988)

## Cantanti(7)
- Jo Garsò, cantante e attrice statunitense (Springfield, n. 1938 - Cinisello Balsamo, † 2018)
- Joanna, cantante e musicista brasiliana (Rio de Janeiro, n. 1957)
- JoJo, cantante e attrice statunitense (Brattleboro, n. 1990)
- Cleo, cantante polacca (Stettino, n. 1983)
- Joanna Mallah, cantante libanese (Beirut, n. 1976)
- Joanna Pacitti, cantante e attrice statunitense (Filadelfia, n. 1984)
- Debrah Scarlett, cantante svizzera (Basilea, n. 1993)

## Cantautrici(2)
- Joanna Newsom, cantautrice e arpista statunitense (Nevada City, n. 1982)
- Joanna Wang, cantautrice taiwanese (Taipei, n. 1988)

## Cestiste(2)
- Joanna Cupryś, ex cestista polacca (Breslavia, n. 1972)
- Joanna Jarkowska, ex cestista polacca (Poznań, n. 1981)

## Compositrici(2)
- Joanna Bruzdowicz, compositrice polacca (Varsavia, n. 1943 - Taillet, † 2021)
- Joanna MacGregor, compositrice e pianista inglese (Londra, n. 1959)

## Costumiste(1)
- Joanna Johnston, costumista britannica (n. 1954)

## Danzatrici(1)
- Joanna Leunis, danzatrice belga (Liegi, n. 1981)

## Discobole(1)
- Joanna Wiśniewska, discobola polacca (Breslavia, n. 1972)

## Giavellottiste(2)
- Joanna Stone, ex giavellottista australiana (Londra, n. 1972)
- Jeanne Van Kesteren, giavellottista e cestista belga (Heist-op-den-Berg, n. 1907 - † 2011)

## Illustratrici(1)
- Joanna Concejo, illustratrice polacca (Słupsk, n. 1971)

## Informatiche(1)
- Joanna Rutkowska, informatica polacca (Varsavia, n. 1981)

## Martelliste(1)
- Joanna Fiodorow, martellista polacca (Augustów, n. 1989)

## Matematiche(1)
- Jo Ellis-Monaghan, matematica e insegnante statunitense

## Mezzofondiste(1)
- Joanna Jóźwik, mezzofondista polacca (Wałbrzych, n. 1991)

## Mezzosoprani(1)
- Joanna Simon, mezzosoprano e giornalista statunitense (New York, n. 1936 - New York, † 2022)

## Mistiche(1)
- Joanna Southcott, mistica britannica (Gittisham, n. 1750 - Londra, † 1814)

## Modelle(2)
- Joanna Hiffernan, modella irlandese (Limerick, n. 1843 - Holborn, † 1886)
- Joanna Krupa, modella e attrice polacca (Varsavia, n. 1979)

## Nobildonne(1)
- Joanna Grudzińska, nobildonna polacca (Poznań, n. 1795 - Carskoe Selo, † 1831)

## Nuotatrici(1)
- Joanna Maranhão, ex nuotatrice brasiliana (Recife, n. 1987)

## Ostacoliste(2)
- Joanna Hayes, ex ostacolista statunitense (Williamsport, n. 1976)
- Joanna Linkiewicz, ostacolista e velocista polacca (Breslavia, n. 1990)

## Pallavoliste(3)
- Joanna Kaczor, ex pallavolista polacca (Breslavia, n. 1984)
- Joanna Podoba, pallavolista polacca (Myślenice, n. 1977)
- Joanna Wołosz, pallavolista polacca (Elbląg, n. 1990)

## Pentatlete(1)
- Joanna Clark, pentatleta britannica (n. 1976)

## Pistard(1)
- Joanna Rowsell, ex pistard e ciclista su strada britannica (Cheam, n. 1988)

## Pittrici(1)
- Joanna Mary Boyce, pittrice inglese (Londra, n. 1831 - † 1861)

## Poetesse(1)
- Joanna Baillie, poetessa e drammaturga scozzese (Bothwell, n. 1762 - Hampstead, † 1851)

## Registe(1)
- Joanna Hogg, regista e sceneggiatrice britannica (Londra, n. 1960)

## Rugbiste a 15(1)
- Joanna Grisez, rugbista a 15 francese (Colombes, n. 1996)

## Saltatrici con gli sci(1)
- Joanna Szwab, saltatrice con gli sci polacca (n. 1997)

## Scacchiste(1)
- Joanna Dworakowska, scacchista polacca (Varsavia, n. 1978 - Varsavia, † 2024)

## Sceneggiatrici(1)
- Joanna Calo, sceneggiatrice, produttrice televisiva e regista statunitense (n. 1980)

## Schermitrici(1)
- Joanna Jakimiuk, ex schermitrice polacca (Breslavia, n. 1975)

## Sciatrici alpine(1)
- Joanna Magee, ex sciatrice alpina canadese (Banff, n. 1974)

## Scrittrici(2)
- Joanna Bator, scrittrice, giornalista e attivista polacca (Wałbrzych, n. 1968)
- Joanna Olczak Ronikier, scrittrice polacca (Varsavia, n. 1934)

## Scrittrici di fantascienza(1)
- Joanna Russ, autrice di fantascienza statunitense (New York, n. 1937 - Tucson, † 2011)

## Sollevatrici(1)
- Joanna Łochowska, sollevatrice polacca (Zielona Góra, n. 1988)

## Soprani(1)
- Joanna Parisi, soprano statunitense (New York)

## Tenniste(1)
- Joanna Garland, tennista taiwanese (Stevenage, n. 2001)

## Triatlete(1)
- Joanna Zeiger, ex triatleta statunitense (Baltimora, n. 1970)

## Veliste(1)
- Jo Aleh, velista neozelandese (Auckland, n. 1986)

## Senza attività specificata(1)
- Zizi Lambrino, rumena (Roman, n. 1898 - Parigi, † 1953)